# Olimpia Grudziądz

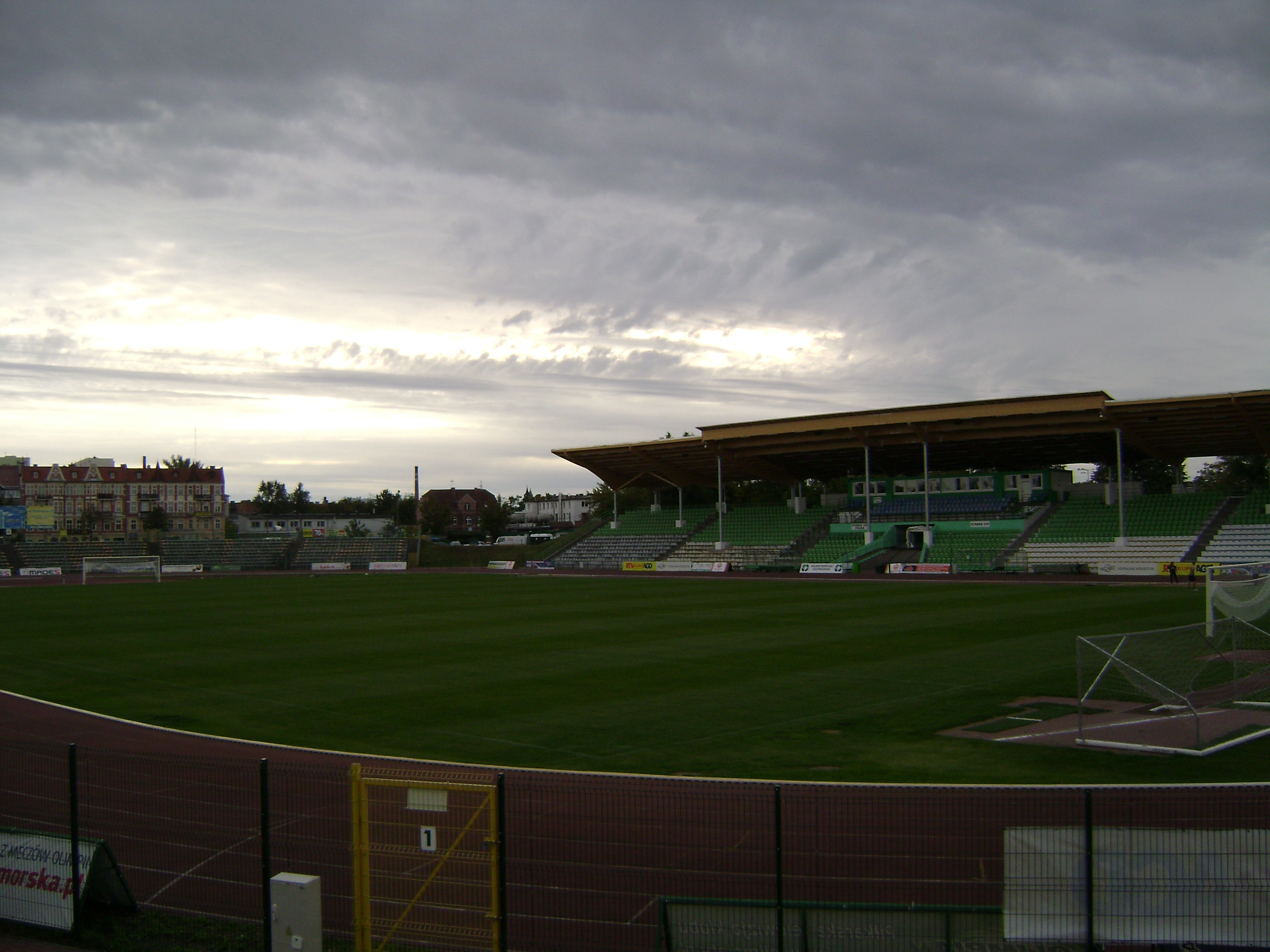
Stadion

GKS Olimpia Grudziądz [olimpija gruďžjondz] (celým názvem Grudziądzki Klub Sportowy Olimpia Grudziądz) je polský fotbalový klub z města Grudziądz založený 30. června 1923. Domácím hřištěm je Stadion Miejski w Grudziądzu im. Bronisława Malinowskiego s kapacitou 5 250 míst. Klubové barvy jsou zelená a bílá.
Od sezony 2011/12 hraje v polské druhé lize, která se jmenuje I liga.

## Logo
Logo ve tvaru erbu obsahuje svislé bílozelené pruhy. V horní části emblému je velkými zlatými písmeny nápis GKS „Olimpia“ Grudziądz.

## Názvy klubu
- od 1923 – Towarzystwo Sportowe (TS) Olimpia Grudziądz (založení)
- od 1945 – Grudziądzki Klub Sportowy (GKS) Olimpia Grudziądz

## Úspěchy
- postup do polské 2. ligy po sezoně 2010/11